# Atomique (Dune)
Pour les articles homonymes, voir Atome (homonymie).
Atomique (souvent employé par son pluriel atomiques) est un terme désignant les armes nucléaires dans le cycle de fiction Dune de Frank Herbert.
Ces armes sont interdites par la Grande Convention. Malgré le tabou entourant leur utilisation militaire, de nombreuses forces en possèdent ouvertement ou officieusement, telles que les grandes Maisons du Landsraad, les Gouverneurs Planétaires ou le CHOM dans un but préventif, appliquant une forme de dissuasion nucléaire.
Les Honorées Matriarches utilisèrent très fréquemment les Atomiques lors de leur retour de la Grande Dispersion pour vitrifier des planètes entières qui se refuseraient à leur contrôle, faisant ainsi des exemples pour intimider les organisations du vieil Empire. La principale planète ayant fait les frais de cette stratégie est Rakis (Dune), qui fut détruite en représailles des actions retentissantes menées par le Bashar Miles Teg sur Gammu (Giedi-Prime).

## Brûle-pierre
Un brûle-pierre est un type d’atomique. L’explosion et les radiations peuvent être précisément ajustées en fonction de l’effet désiré. Le brûle-pierre émet des rayons J, une forme de rayonnement qui détruit les yeux de quiconque survit à l’explosion initiale. S’il a suffisamment d’énergie, un brûle-pierre peut percer une planète jusqu’à son noyau et la détruire.
Dans Le Messie de Dune, un brûle-pierre est utilisé dans une tentative d’assassinat de Paul Atréides, il survit mais devient aveugle. Dans les séries Avant Dune écrites par Brian Herbert et Kevin J. Anderson, le comte persécuté Dominic Vernius envisage d’utiliser des atomiques interdites afin d'attaquer la capitale impériale Kaitain, lorsque sa base secrète d’Arrakis est découverte par les Sardaukars de l’Empereur Padishah. Vernius enflamme un brûle-pierre pour se suicider en emportant le plus de Sardaukars qu’il peut.